# Óxido de tungstênio(IV)
O Óxido de tungstênio(IV) (ou dióxido de tungstênio) é o composto químico com fórmula WO2. Este sólido de cor bronze cristaliza no sistema cristalino monoclínico.  A estrutura tipo rutilo apresenta centros WO6 octaédricos distorcidos com ligações W-W curtas (248 pm) e alternadas. Cada centro de tungstênio tem a configuração d², o que confere ao material uma alta condutividade elétrica.
WO2 é preparado por redução de WO3 com pó de tungstênio durante 40 horas a 900 °C. Um produto intermédio desta reação é a espécie azul- escura parcialmente reduzida e de valência mista (+6 e +5) W18O49.
2 WO3  +  W  →  3 WO2
O análogo de molibdênio MoO2 é preparado de modo similar. São obtidos cristais individuais por técnica de transporte químico com recurso ao iodo. O iodo transporta o WO2 na forma da espécie volátil WO2I2.